# Thomas Bombach
Thomas Bombach ist ein ehemaliger deutscher Basketballspieler.

## Werdegang
Bombach bestritt ein Jugendländerspiel für die Auswahl der Deutschen Demokratischen Republik (DDR). Mit der HSG Technische Hochschule Magdeburg gewann er 1988 die DDR-Meisterschaft.
Beruflich wurde Bombach als Lehrer tätig, er unterrichtete die Fächer Geschichte, Hauswirtschaft und Sport. Jahrelang war Bombach Trainer im Rhönradturnen.
Dem Basketballsport blieb Bombach als Hallensprecher beim BBC Magdeburg sowie den SBB Baskets Wolmirstedt verbunden, des Weiteren war er Betreuer von Magdeburger Altherrenmannschaften bei deutschen Meisterschaften.